# Лукин, Иван Иванович
Иван Иванович Лукин (1887—1966) — советский колхозный деятель, старший конюх в колхозе имени Карла Маркса (Таштыпский район), Герой Социалистического Труда (1949). Участник Первой мировой войны, кавалер Георгиевского креста.

## Биография
Иван Иванович Лукин родился в 1887 году на территории современной Томской области. По национальности был русским. Принимал участие в Первой мировой войне, за что был награждён Георгиевским крестом и Георгиевской медалью.
В первой половине 1920-х годов семья Лукиных — Иван Иванович, его жена Агафья Порфирьевна и их пятеро детей планировали переехать в Тыву, но на тот момент граница была закрыта и семья поселилась в селе Нижний Имек (Таштыпский район, Хакасия). В 1930-х годах против Ивана Лукина было возбуждено уголовное дело, а сам он был заключён в Минусинскую тюрьму, но затем был освобождён. После того как Иван Иванович был освобождён, он начал работать на конной ферме в колхозе имени Карла Маркса.

Я был мальчишкой во время войны, и помню, как мы радовались за Ивана Ивановича Лукина, когда он смог вырастить 33 жеребёнка от 30-ти кобыл и был удостоен высокого звания Героя. Это был крепкий имекский казак, бородач, очень любивший и отлично знавший лошадей, замечательный коневод, доставивший фронту во время войны 120 лошадей. А после войны, в 46—47 годах, стране очень нужны были лошади. — Владимир Николаевич Штыгашев
В 1948 году у 33 имеющихся кобыл на ферме родилось 33 жеребёнка. 10 августа 1949 года «за получение высокой продуктивности животноводства в 1948 году» ему было присвоено звание Герой Социалистического Труда.
Скончался  в 1966 году.